# Ekonomiåret 2000

## Händelser

### Januari
- 1 januari - Vitryssland stryker tre nollor från sin rubel efter flera års galopperande inflation. [1]
- 7 januari - Jan-Åke Kark utses på nytt till VD och koncernchef för Telia.[1]
- 10 januari
  - Epoken med SJ som "hela svenska folkets järnväg" upphör då halva Sveriges trafik med fjärrtåg övergår i privat regi. Tre bolag kör tåg i Norrland, mellan Göteborg och Malmö samt delar av Småland. Operatörerna saknar dock vid denna tid gemensamt bokningssystem.[1]
  - SAAB blir helamerikanskt då Wallenbergdominerade Investor beslutar att sälja halva SAAB Automobil till GM.
- 16 januari - Enligt em Temoundersökning sparade 63 % av svenska folket i någon form av aktier under 1999, efter rekordstor ökning med 800 000 nya sparare jämfört med 1998. Störst var ökningen i åldrarna upp till 30 år.[1]
- 17 januari - Världens största läkemedelskoncern bildas då brittiska företagen Glaxo Wellcome och Smithkline Beecham går samman och bildar Glaxo Smithkline som årligen beräknas omsätta 15 miljarder pund och en forskningsbudget på 2,4 miljarder pund.[1]
- 20 januari - Bensinpriset i Sveriges storstäder passerar för första gången 9 SEK, då världsmarknadspriserna på råolja höjts. Redan tidigare har landsbygden drabbat av priser över 9 SEK.[1]
- 27 januari - Sveriges regering  ger klartecken till försäljning av Postgirot, medan 995 postkontor runtom i Sverige gradvis skall förändras eller avvecklas.[1]
- 28 januari - En ny studie från FSF visar att drygt 70 % av Sveriges företag, uppemot 600 000, drivs som enmansföretag, och att bara 10 % av dessa kan tänka sig anställa någon i sin verksamhet.[1]

### Februari
- 3 februari - ECB häker som styrränta med 3,25 %, och kritiker talar om "panikåtgärd" för att stärka den svaga Eurovalutan, som rasat med 18 % gentemot den amerikanska dollarn sedan premiären 1999.[1]
- 11 februari - Sveriges fjärde största spelvinst noteras i Huskvarna där en vinnare kammar hem jackpotten i veckans Jokerdragning och vinner 45 miljoner SEK.[1]
- 22 februari - Nordiska skogsinnudstrikoncernen Stora Enso köper amerikanska företaget Consolidated Papers för 42 miljarder SEK och skaffar sig världens största kapacitet på pappers- och kartongtillverkning.[1]

### Mars
- Mars - Den så kallade "IT-bubblan" börjar spricka.
- 14 mars - EU-kommissionen stoppar Volvos planerade köp av Scania med hänvisningen att sammanslagning skulle stötta den svenska konkurrensen ur spel, samt missgynna Sveriges åkare.[1]
- 20 mars - Ericssonaktien skapar nya miljardärer i Sverige. Kursen har stigit med 3 200 % sedan 1990-talets början, och enbart sedan november 1999 är uppgången 300 %. Cirka 2 000 svenskar äger vid denna tid över 1 000 aktier inom Ericsson.[1]
- 22 mars - IKEA öppnar i Chimki sitt första varuhus i Ryssland.[1]
- 24 mars - 1999 investerades en halv miljard SEK i olika typer av finansiell reklam, och enligt SIFO har marknadsföringen av olika fonder och pensionsförsäkringar ökat med 760 % de senaste sex åren.[1]
- 27 mars - Tyska Volkswagen blir ny huvudägare i Scania i Södertälje.[1]
- 31 mars
  - Färsk statistik från Konjunkturinstitutet visar att de offentliga utgifternas andel av Sveriges BNP under 1990-talet föll från 70 % till 55 %.[1]
  - Sveriges handelsminister Leif Pagrotsky har låtit genomföra en undersökning som visar att EU:s importkvoter och tullar på kläder och textiler fördyrar klädkontot för en svensk tvåbarnsfamilj med i genomsnitt 2 270 SEK per år.[1]

### April
- 3 april - En federal domstol i New York slår fast att Microsoft brutit mot USA:s konkurrenslagar genom att utnyttja monopolställningen för operativsystemet Windows för att dominera marknaden inför webblösare. Domen får företagets aktier att tappa 15 %.[1]
- 4 april - De första mötet mellan de 15EU-medlemsländerna och flera afrikanska stater avslutas i Kairo, utan någon enighet i hur Afrikas fattiga delar skall få en plats i världsekonomin. EU lockar dock att ta bort tullar och importkvoter på afrikanska varor fram till 2005.[1]
- 6 april - Skandiachefen och Teliaordföranden Lars-Eric Petersson slår nytt rekord i svensk bonus. De tre senaste åren har han kvitterat ut omkring 100 miljoner SEK i lön och bonus. Hans bonusdel som VD för Skandia uppgår till 75 miljoner SEK.[1]
- 20 april - Vid toppmötet i Accra beslutar Ghana, Liberia, Nigeria, Guinea och Sierra Leone att skapa en gemensam valuta före 2003.[1]

### Maj
- 15 maj - Vid OECD:s biståndsministermöte i Paris framgår att bara fyra länder under 1999 nådde upp till FN:s mål om att ge minst 0,7 % av BNP till u-hjälp: Danmark, Nederländerna, Norge och Sverige.[1]
- 19 maj - Kina och EU undertecknar ett avtal i Peking, som öppnar vägen för kinesiskt inträde i WTO.[1]
- 31 maj - Danska bryggeriet Carlsberg går samman med Pripps-Ringnes som ägs av norska Orkla. Dansken Flemming Lindeløv blir koncernchef.[1]

### Juni
- 8 juni - ECB räds inflationen, och höjer styrräntan från 3,75 till 4,25 %.[1]
- 13 juni - Telia introduceras på Stockholmsbörsen.[1]
- 15 juni - Bofors säljs till amerikanska United Defense.[1]
- 20 juni - Kanadensiska drycks- och medieföretaget Seagram går samman med franska Vivendi, som har dotterbolaget Canal Plus och äger Frankrikes största förlag. Under namnet Vivendi Universal skall den nya jätten bli en motsvarighet till AOL-Time Warners med huvudinriktning på betal-TV, filmproduktion och grammofonmusik.[1]

### Juli
- 6 juli - FN förbjuder handel med diamanter från Sierra Leone, vilken används av RUF-rebellerna för att finansiera sin verksamhet.[1]
- 14 juli - USA och Vietnam ingår ett handelsavtal där tullarna på varor som exporteras från Vietnam till USA sänks.[1]
- 15 juli - Zimbabwe inleder jordreformen där svarta medborgare skall överta 200 storjordbruk ägda av vita farmare.[1]
- 18 juli - Norrmän gör alltfler inköp av dagligvaror i Sverige, med en gränshandel som ökat med över 50 % under årets sex första månader, vilket oroar HSH.[1]

### Augusti
- 9 augusti - I Zimbabwe utökar regeringen jordreformen där svarta medborgare skall överta storjordbruk ägda av vita farmare. Enligt en talesman skall nära hälften av de 12 miljoner hektar som Zimbabwes 4 500 vita farmare äger byta ägare.[1]
- 10 augusti - Teliaaktien, som vid börsintroduktionen i juni såldes för 85 SEK faller till 72 SEK sedan företaget presenterat sin första delårsrapport sedan man blev börsbolag.[1]
- 30 augusti - Euron noterar nytt bottenrekord i förhållandet till Yenen, sedan starten i januari 1999 har valutan tappat 23 % mot USA-dollarn.[1]

### September
- 7 september - Sveriges riksbank beslutar att Sveriges 100- och 500-kronorssedlar skall få fler säkerhetsdetaljer, så att de bli svårare att förfalska.[1]
- 18 september - Euron noterar ännu en gång nytt bottenrekord gentemot USA-dollarn, en Euro är värd 0,85 amerikanska dollar jämfört med 1.18 vid starten i januari 1999.[1]
- 21 september - Oljebolaget Shell, med 48 000 bensinmackar runtom i världen, redovisar en vinst på 6,1 miljarder amerikanska dollar under första halvåret för år 2000. Shellgruppen tjänar drygt 400 miljoner amerikanska dollar i årsvinst för varje dollar som oljepriset per fat stiger, då man gör procentuella påslag.[1]
- 22 september - Den svaga Eurovalutan stödköps av de ECB, amerikanska, brittiska och japanska centralbankerna, och kursen stiger med cirka 4 %.[1]

### Oktober
- 19 oktober - Nokia presenterar en stark delårsrapport, och en glädjedans börjar på Stockholmsbörsen. Ericsson och Telia dras med, och generalindex stiger med 4,1 %.[2]
- 20 oktober - Ericsson presenterar sin delårsrapport på morgonen. Vinsten för årets 10 första månader steg till 24 miljarder SEK. Aktiekursen faller fritt. Systemsidan går bra, medan mobiltelefonerna beskrivs som "sorgebarnet".[2]

### November
- 7 november - Jonas Birgersson, som kritiserats för sin ledarstil, avgår som VD och koncernchef för Framfab, och ersätts av Johan Wall.[2]
- 14 november - Uppgifter från italienska handelskammaren Confcommercio, visar att maffian styr var femte affärsrörelse och vart sjunde industriföretag i Italien. Maffian omsätter årligen motsvarande 1 330 miljarder SEK, 15 % av Italiens BNP. Totalt äger de kriminella organisationera över 8 600 miljarder SEK, varför en bråkdel konfiskeras eller frusits av myndigheterna. Förutom narkotikahandeln är maffian även stor inom bygg- och fastighetsbranschen, men också handels- och servicesektorn samt bankerna och på börsen.[2]

### December
- 15 december - IT-företaget Icon Media vinstvarnar oväntat trots en förlust på 50 miljarder SEK för år 2000, fastän företagets VD Ulf Dahlstenhävdat ett nollresultat under andra delen av året. 100 personer sägs upp vid kontoren i London och Köpenhamn, börskurserna faller med 39 % och marknaden kräver att Ulf Dahlsten avgår.[2]
- 16 december - Då Post- och telestyrelsen i Sverige delar ut de fyra licenserna för UMTS, tredje generationens mobiltelefoni blir Telia utan då deras ansökan inte antas hålla måttet.[2]
- 19 december - USA:s centralbankschef Alan Greenspan varnar för ekonomisk recession i USA och låter styrräntan på 6,5 % ligga orörd. Börskurserna faller efter uttalandet.[2]

## Bildade företag
- Axfood, nordiskt dagligvaruhandelsföretag.
- Nordea, nordisk bank- och finanskoncern.

## Uppköp
- 21 april - Franska Renault köper sydkoreanska Samung Motors, och ger Hyundai tuffare konkurrens i Asien.[1]
- 25 april - Volvo köper Renaults lastbilsdivision för 14 miljarder SEK, och därmed blir världens näst största tillverkare av tunga fordon.[1]
- 23 juni - Telia köper aktiemajoriteten i norska mobiltelefonoperatören Netcom ASA.[1]

## Konkurser
- 28 april - Sydvästen, privat svenskt tågbolag.[1]

## Priser och utmärkelser
- Sveriges Riksbanks pris i ekonomisk vetenskap till Alfred Nobels minne – James J. Heckman och Daniel L. McFadden

## Avlidna
- 3 juni – Merton Miller, 77, amerikansk ekonom och Nobelpristagare.
- 9 augusti – John Harsanyi, 80, amerikansk ekonom och Nobelpristagare.

### Fotnoter
1. 1 2 3 4 5 6 7 8 9 10 11 12 13 14 15 16 17 18 19 20 21 22 23 24 25 26 27 28 29 30 31 32 33 34 35 36 37 38 39 40 41 42 43 44   När Var Hur 2001. Forum
2. 1 2 3 4 5 6 7   När Var Hur 2002. Forum